# Naturschutzgebiet Schwarzbachsystem mit Haberg und Krenkeltal

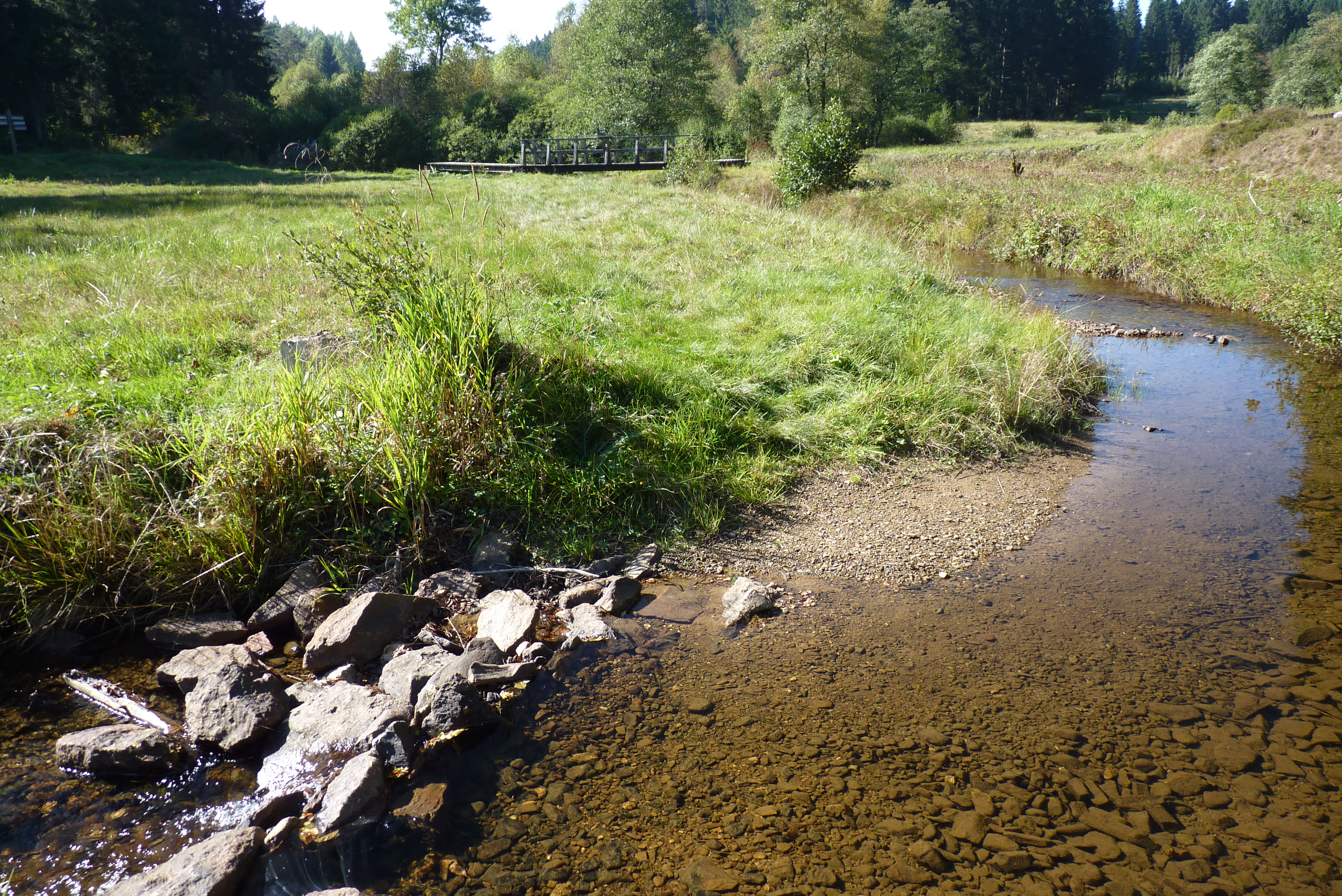
Schwarzbach im NSG

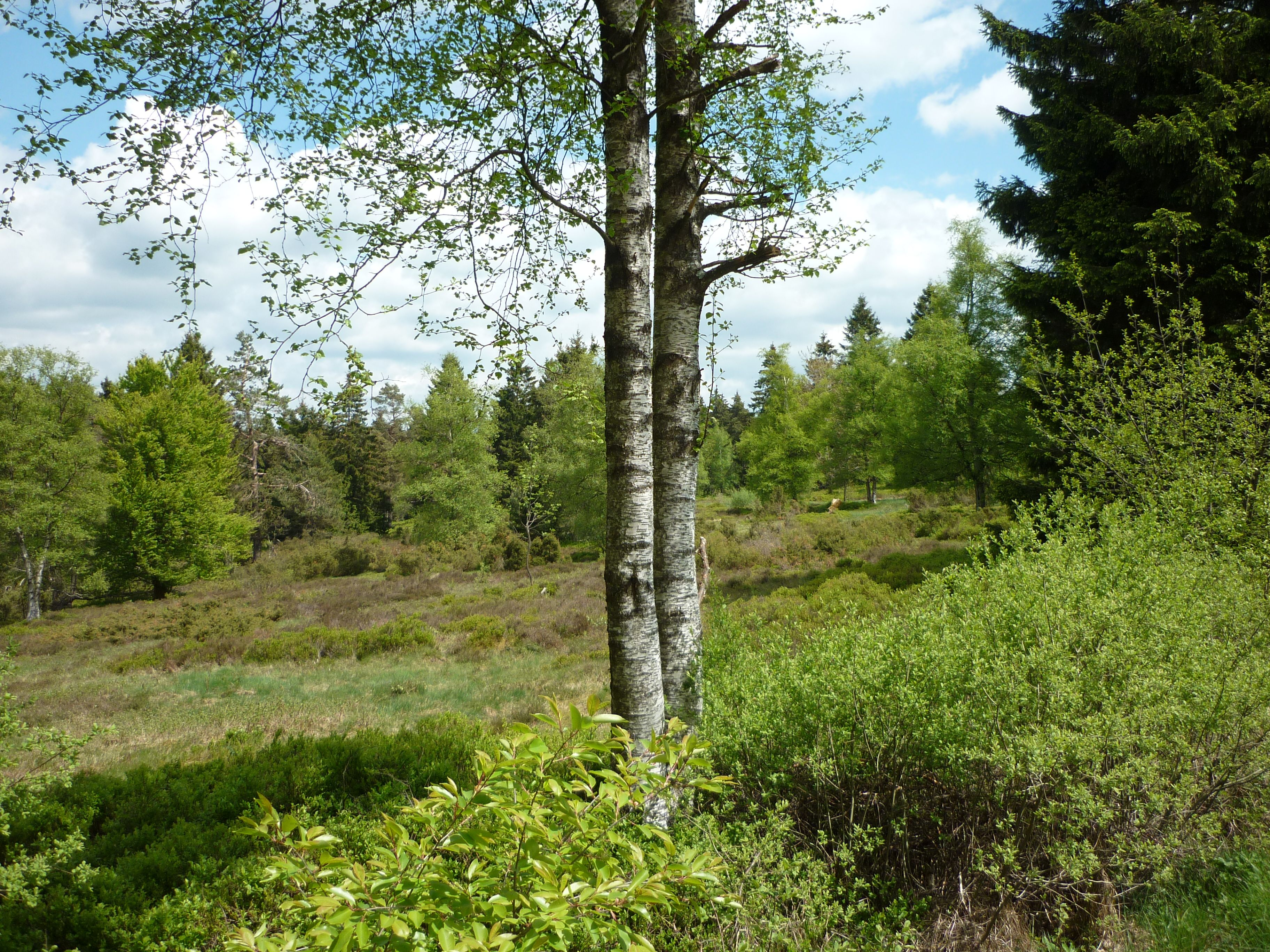
Bereich am Haberg

Das Naturschutzgebiet Schwarzbachsystem mit Haberg und Krenkeltal ist ein 312 ha großes Naturschutzgebiet (NSG) westlich vom Dorf Rüspe im Gemeindegebiet von Kirchhundem im Kreis Olpe in Nordrhein-Westfalen. 1961 und 2003 hat die Bezirksregierung Arnsberg das Gebiet per Verordnung als NSG ausgewiesen. Das NSG besteht aus sechs Teilflächen. Das NSG liegt südlich des Panorama-Park Sauerland Wildparks. Das NSG geht im Osten bis zur Kreisgrenze zum Kreis Siegen-Wittgenstein. 311 ha des NSG sind 2004 auch als FFH-Gebiet Schwarzbachsystem mit Haberg und Krenkeltal (DE-4915-302) ausgewiesen.

## Gebietsbeschreibung
Bei dem NSG handelt es sich um ein naturnahes, ausgedehntes, stark verzweigtes Bachsystem des Schwarzbaches und seiner Nebenbäche inklusive des Meinscheidbaches. Das NSG weist Quellen in größeren oder kleineren Hangquellmooren und Moor- und Bruchwäldern auf. Es gibt bachbegleitende Erlen-Auenwälder und Ufergehölze, Birken- und Erlen-Bruch- und Moorwälder. In den Auen befinden sich auch Wacholderheiden bzw. Bergheiden, Borstgrasrasen, artenreiche feuchte Hochstaudenfluren, Klein- und Großseggenriede, Feucht- und Magerbrachen, Nass-, Feucht- und Magergrünland. Im stillgelegten Eisenbahntunnel zwischen Krenkel und Schwarzbachtal befindet sich ein bedeutendes Winterquartier für Fledermäuse.
Es kommen im NSG seltene Tierarten wie Groppe, Bachneunauge, Großes Mausohr, Wasserfledermaus, Große Bartfledermaus, Braunes Langohr, Eisvogel, Schwarzspecht, Raufußkauz, Schwarzstorch und Raubwürger vor.